# Dazangjing

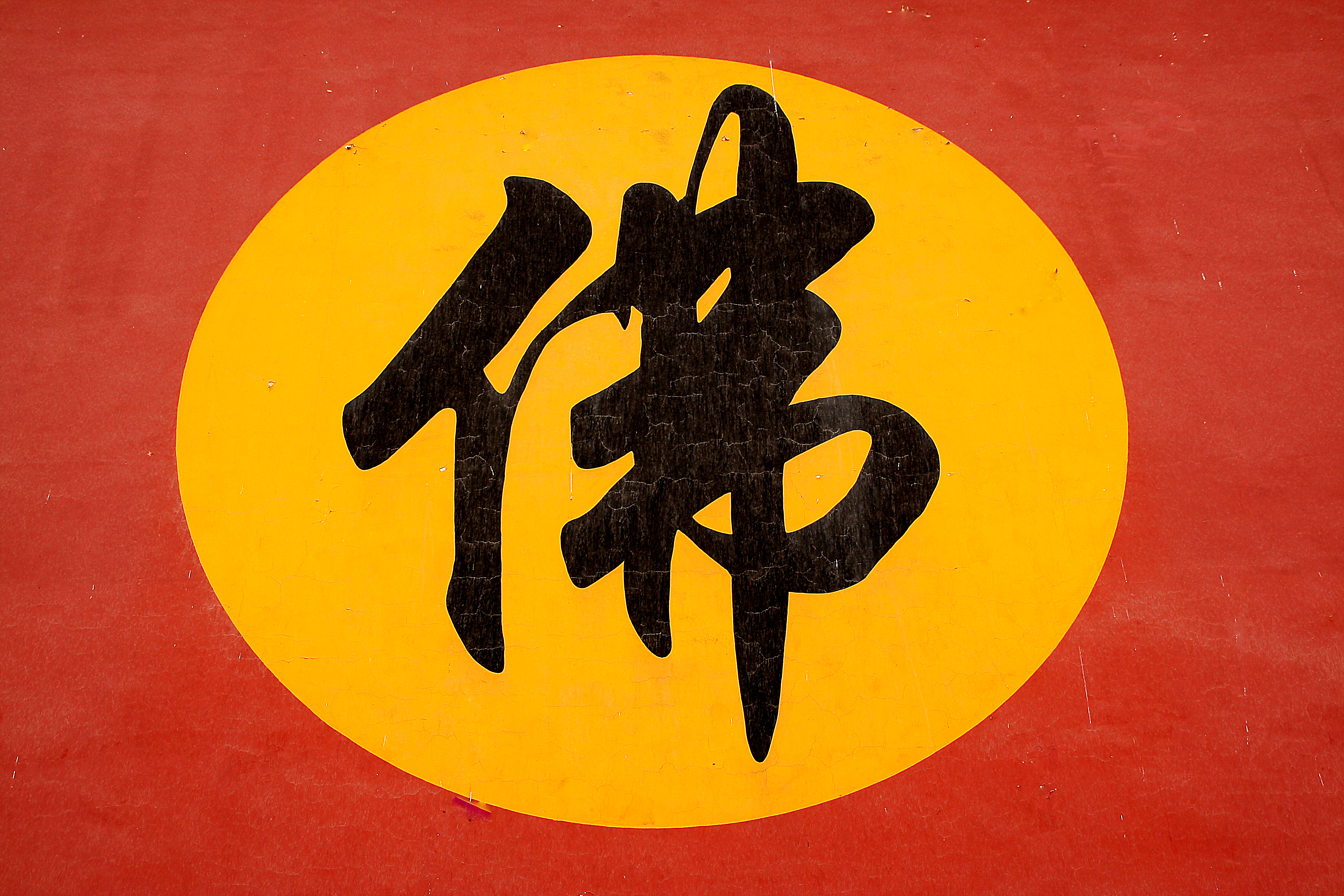
Caractère chinois 佛 pour Bouddha (Fo) dans un monastère bouddhiste près de You Yi Lu, Tianjin, Chine.

Le Dazangjing (大藏經 ; pinyin: Dà Zàng Jīng « Grande collection de sutras »), Canon chinois ou Tripitaka chinois, est le canon bouddhiste utilisé en Chine, au Japon, en Corée et partiellement au Vietnam. Il est composé surtout de textes mahayana, mais comprend aussi des textes issus des écoles du bouddhisme ancien qui ont leur équivalent dans le canon pali, ainsi que certains textes appartenant au bouddhisme tantrique. Comme le canon originel en pali, il est divisé en « trois corbeilles » : Sutras (經 jing), Vinaya (律 lü) et Abhidharma (論 lun). Un second niveau de subdivision distingue les textes hinayana (Agama), les textes mahayana et les divers (雜 za). La principale édition de référence depuis les années 1930 est le Taishō Shinshū Daizōkyō produit au Japon en prenant pour référence essentielle le Tripitaka Koreana. Le contenu du Daizōkyō est accessible en ligne.
co : Dae Jang Kyung ; ja : Daizōkyō ; vi : Đại Tạng Kinh

## Premiers corpus mahayana
Selon la tradition, la première mise en ordre du canon mahayana (accompagnée de la traduction en sanscrit des textes rédigés en gandhari, langue vernaculaire locale) eut lieu dans l’Empire kouchan (au Cachemire ou à Jalandhar) sous le règne de Kanishka Ier (127-147), lors d’un concile présidé par Vasumitra. Cinq cents moines auraient accompli le travail en douze ans. Il est parfois mentionné dans le courant theravada comme le « concile des moines hérétiques ».

## Premiers index et recueils bouddhistes chinois

### Catalogues
Le premier catalogue notable serait celui de la bibliothèque bouddhiste de Liang Wudi conservée au temple de Hualin (華林院) près de Nankin, compilé par le moine Baochang (寶唱). Suivront celui des Wei (533-534), ceux de Wendi  (594-602) et Yangdi (605-16) des Sui. Le plus important est le Catalogue de Kaiyuan (开元释教录) compilé sous les Tang par le moine Zhisheng (智昇), qui répertorie 2275 textes traduits depuis les Han postérieurs (~67) j’usqu’à la 18e année de l’ère de Kaiyuan (713-741), ainsi que 1073 textes ou extraits divers (compléments, répétitions, provenance incertaine etc.). Les canons officiels compilés à partir des Song se baseront sur ce catalogue. 

### Textes sur pierre
Les textes gravés sur pierre constituent une référence importante pour le repérage des modifications et erreurs de copie ultérieures à leur date de gravure. L’ensemble le plus connu est celui des « sutras de pierre de Fangshan » (房山石經) abrités dans le domaine du temple Yunju près de Pékin. Neuf grottes contenant 4195 dalles sont connues depuis l’origine, une dixième en abritant 10 082 fut découverte en 1956. On doit l'existence de cet ensemble au moine Jingwan (靜琬, fin du VIe siècle) des Sui qui aurait ainsi réalisé un vœu exprimé par son maître Huisi. Débuté à l’ère Daye (大業 605-617), le travail fut poursuivi sous les Tang, les Liao, les Jin et les Ming. 
Il existe aussi des ensembles de textes bouddhistes sur pierre à Taishan et Culaishan (徂徕山) au Shandong (le second : textes Prajnaparamita), à Fengyu (风峪) près de Taiyuan au Shanxi et 
à Beixiangtangshan (北响堂山) au Hebei.

## Canons

### Éditions chinoises
Le premier canon proprement dit apparaît sous les Song après le développement de la xylographie. Il s’agit du Canon de Kaibao (开宝藏) dont les plaques furent fabriquées sous Song Taizu (968-976) à Yizhou, Sichuan,dans l'ancien pays de Shu, d’où son autre nom de Shuben (屬本). Il prend pour référence le Catalogue de Kaiyuan et sera la base des canons suivants, soit dix-huit éditions chinoises (huit des Song aux Jin, deux sous les Yuan, cinq sous les Ming et trois sous les Qing), trois éditions coréennes et huit éditions japonaises. 
Quelques éditions notables:
- Canon de Kaibao (開寶藏) 5048 rouleaux, 1076 chapitres, Song (971-983), Hangzhou ; premier canon, il fut introduit en Corée, au Japon et dans le royaume Khitan.
- Canon Khitan (契丹藏) ou Canon des Liao (遼藏) 6006 rouleaux,1373 chapitres (1031-1064)
- Canon de Chongning (崇寧萬壽大藏經) 6108 rouleaux, 1440 chapitres, Song (1080-1104), Fuzhou ; le premier plié en accordéon.
- Canon de Pilu (毗盧藏) 6132 rouleaux,1451 chapitres, Song (1112-1176), Fuzhou
- Canon de Yuanjue (思溪圓覺藏) ou premier Canon de Siqi (前思溪藏) 5480 rouleaux, 1435 chapitres,  Song (1132), Huzhou
- Canon de Zifu (資福藏) ou second Canon de Siqi (後思溪藏) 5940 rouleaux,145 chapitres, Song (1175)
- Canon de Zhaozang (趙城藏) ou Canon des Jin (金藏) 6900 rouleaux,1570 chapitres, (1149-1173)
- Canon de Jisha (磧砂藏) 6362 rouleaux, 1535 chapitres, Song (1225-1322), Suzhou ; complété sous les Yuan avec l’aide de moines de l’ex-royaume tangout adeptes du vajrayana, il contient des illustrations.
- Canon de Puning (普寧藏) 6327 rouleaux, 1594 chapitres, Yuan (1277-1290), œuvre de l’Ecole des Nuages blancs (白雲宗) ; l’édition complémentaire (1306) inclut de nombreux textes vajrayana.
- Canon de Hongfa (弘法藏) 7182 rouleaux,1654 chapitres, première édition officielle des Yuan (1264-1294) Pékin ; retrouvé à la fin du XXe siècle à Pékin.
- Canon officiel des Yuan (元官藏) 6500 rouleaux, (1330-1336), Yunnan ; retrouvé à la fin du XXe siècle à Pékin.
- Canon de Hongwu (洪武南藏) ou premier Canon du Sud (初刻南藏) 7000 rouleaux, 1600 chapitres, Ming (1372-1399), Nankin ; un exemplaire en a été retrouvé au Sichuan en 1934.
- Canon du Sud de Yongle (永樂南藏) ou Canon du Sud (南藏) 6331 rouleaux, 1610 chapitres, Ming (1412-1417)
- Canon du Nord de Yongle (永樂北藏) ou Canon du Nord (北藏) 6924 rouleaux, 1662 chapitres, Ming (1421-1440), Pékin
- Canon de Wulin (武林藏), Ming (1422), Hangzhou ; fragments découverts en 1982.
- Canon de Wanli (萬曆藏) 6234 rouleaux, 1659 chapitres, Ming (1589-1657), Nankin ; redécouvert en 1983 au Shanxi.
- Canon de Jiaxing (嘉興藏) ou Canon de Jingshan (徑山藏) 12600 rouleaux, 2090 chapitres, Ming-Qing (1589-1676) ; première édition composée de livrets cousus, il comprend de nombreux textes de la catégorie “divers”.
- Canon de Qianlong (乾隆版大藏經), Canon impérial (龍藏) ou Canon des Qing (清藏) 7168 rouleaux, 1669 chapitres. (1735-1738). Pékin
- Canon de Pinqie (頻伽藏) 8416 rouleaux, 1116 chapitres, Qing (1909-1913), Shanghai
- Canon de Puhui (普慧藏) (1943), Shanghai; il devait rassembler tous les textes  laissés jusque-là de côté mais ne fut jamais achevé.
- Canon Zhonghua (中華藏) 4200 textes, 23000 fascicules, (1984), Pékin.
- Il y a également lieu de mentionner les 720 volumes du Canon conservé dans l'ancien temple de Guanyin de Jilin, qui a été imprimé en 1735 à la 13e année de Yongzheng ère de la dynastie Qing (1644–1911). On ne compte que  deux séries datées de 1735 impressions de gravures sur bois de Canon chinois en Chine.

### Éditions coréennes
Les Coréens avaient reçu de Chine au moins deux collections importantes de textes, en 565 et 928. Un exemplaire du  premier canon chinois imprimé, le Shuben (蜀本), arriva en 991 sur la requête du roi de Koryŏ, suivi d’autres éditions en 1021, 1063 et 1083 ; des textes Prajnaparamita traduits par Xuanzang parvinrent en 1022. 
Le premier canon imprimé en Corée fut commandité en 1010 par le roi Hyŏnjong, selon la tradition sous la forme d’un vœu fait pour le départ des troupes chinoises qui occupaient alors le pays ; le travail aurait demandé plus de quarante ans. Une autre édition importante (1010 titres en 4740 rouleaux) fut réalisée quelques décennies plus tard, enrichie par les efforts du moine et érudit Ŭich'ŏn, fils du roi Munjong. Parti en Chine contre le vœu de son père, il en revint un an plus tard avec 3000 rouleaux et expédia des envoyés en Chine et au Japon à la recherche de textes tardifs rédigés en Extrême-Orient, excluant toutefois les textes Chan. Le catalogue fut publié en 1090. Ce canon fut brûlé par les Mongols en 1232-1233. Le roi ordonna alors sa reconstitution, qui est sous le nom de Tripitaka Koreana le plus ancien canon survivant, qui a servi de référence pour les récents canons japonais, dont le Taisho Shinshu Daizokyo (1924-34). Réalisé sous la direction du moine Sugi, le Tripitaka Koreana se base sur le Shuben enrichi des apports du Canon des Liao, mais les textes plus récents inclus par Ŭich'ŏn ne furent pas retenus.

### Éditions japonaises
Le canon chinois a également pénétré vers 987 au Japon où des textes bouddhistes avaient commencé à parvenir à partir du Ve siècle, tout d’abord en provenance de Corée. Il est généralement connu sous les noms de Daizōkyō (chinois Dazangjing 大藏經) ou Issaikyō (一切経) « intégralité des sutras », et divisé en Kyōzō (Sutras), Ritsuzō (Vinaya), Ronzō (Abidharma) et Zatsu (divers). Les textes sont pour la grande majorité en chinois mais peuvent être lus en japonais. 
La première édition locale fut imprimée sur ordre de l’empereur Horikawa en 1102. D’autres suivirent en 1278, 1288, et entre 1338 et 1358. À l'Époque d'Edo paraissent le Tenkaizo (天海藏) ou Tanejizo (寬永寺藏) (1637-1648), et l’Obakuban Daizoku (黃檗藏) ou Tetsugen Issaikyo (鐵眼一切経) (1678) du moine Tetsugen Doko (1630-1682). À la fin du XIXe siècle est compilé le Dainihon kotei shukusatsu daizokyo (日本校訂縮刷大藏經), (1880-1885), basé essentiellement sur le Tripitaka Koreana, le Zifu (Song), le Puning (Yuan) et le Jiaxing (Ming), ainsi que le Catalogue de Nanjo compilé par Nanjo Bunyu (南条文雄 1849-1927). Au début du XXe siècle paraissent le Manjizo (卍字藏) ou Dainihon kōtei kunten daizokyo (日本校訂訓點大藏經) (1902-1905), puis le Manji zoku zo (卍字續藏) (1905-1912) après la destruction du précédent dans un incendie. Le Taisho Shinshu Daizokyo compilé entre 1924 et 1934 est devenu la version de référence au XXe siècle.

### Autres
Les empereurs tangout obtinrent leur première version du canon chinois de Renzong des Song. Une traduction en tangoute fut entreprise, particulièrement rapide dans la deuxième moitié du XIe siècle sous le patronage de l’impératrice douairière Liang qui sollicita des versions plus récentes de la cour chinoise pour compléter l’ensemble. La première édition tangoute équivalant aux deux-tiers du canon Song fut achevée entre 1090 et 1094. Une impression eut lieu sous les Yuan en 1302 à Hangzhou, presque un siècle après la disparition de l’empire tangout. 
Au Vietnam, la première version du canon chinois fut obtenue en 1008 par l’empereur Lê Đại-Hành ; d’autres versions suivirent en 1018, 1034 et 1239. Cette dernière fut la base d’une édition imprimée sous la direction du moine Pháp Loa (法螺禪師 1284-1330), protégé de l’empereur Trân Anh-tôn. En 2006 fut entreprise une traduction en vietnamien de la version de la Chinese Buddhist Electronic Text Association du Daizokyo. 
Le canon chinois a aussi fait l’objet de traductions partielles en mongol et en mandchou.